# Orlando Mezzabotta
Orlando Mezzabotta (Ancona, 1944) è un attore e doppiatore italiano.

## Biografia
Nato ad Ancona, Mezzabotta inizia l'attività di attore teatrale nel 1971 per il Teatro di Genova, e dal 1972 al 1978 interpreta il duca di Cornovaglia nel Re Lear messo in scena dal Piccolo Teatro di Milano. Tra il 1975 e il 1980 recita in alcuni film televisivi e sceneggiati Rai, ottenendo anche un ruolo da co-protagonista in Più grandiose dimore di Mario Ferrero (dove interpreta Joel Harford). Contemporaneamente prosegue l'attività in teatro, prendendo parte anche a due pièce registrate presso la Palazzina Liberty di Milano per la trasmissione Il teatro di Dario Fo. Dal 1980 al 1999 è uno degli interpreti principali del Teatro Stabile di Bolzano, per il quale partecipa a numerose opere teatrali e prose. Sempre dall'inizio degli anni ottanta, intraprende una lunga e prolifica carriera da doppiatore per le società di Milano e Torino, dando voce a numerosi personaggi (perlopiù secondari) delle edizioni italiane di serie televisive, soap opera e telenovele. Nello stesso periodo lavora come annunciatore in alcuni programmi (principalmente di genere documentario) per conto di RSI, Rete 4 e LA7. Nel 2004 si ritira dall'attività.

## Filmografia

Orlando Mezzabotta nel 1993 in un episodio di Casa Vianello

- Più grandiose dimore, regia di Mario Ferrero – film TV (1975)[2]
- La Castiglione, regia di Dante Guardamagna – miniserie TV (1976)[3]
- I cittadini di Calais, regia di Giorgio Albertazzi – film TV (1976)[2]
- Manon, regia di Sandro Bolchi – miniserie TV (1976)[4]
- Operazione Rebecca, regia di Silverio Blasi – film TV (1980)[5]
- Casa Vianello – serie TV, episodio 4x05 (1993)

## Teatro
- Giulio Cesare, di William Shakespeare, regia di Luigi Squarzina. Teatro di Genova (1971)[6]
- Voci del Black Power, di Vico Faggi, regia di Doriano Saracino. Teatro di Genova, Teatro Italsider di Cornigliano (1971)[7]
- Re Lear, di William Shakespeare, regia di Giorgio Strehler. Piccolo Teatro (Milano) (1972)[8]
- Luci di Bohème, di Ramón María del Valle-Inclán, regia di Mina Mezzadri. Cooperativa Teatro Tre, Biennale di Venezia (1976)[9]
- Isabella, tre caravelle e un cacciaballe, scritto e diretto da Dario Fo. Collettivo Teatrale La Comune, Palazzina Liberty (Milano) (1977)[10]
- Parliamo di donne, scritto e diretto da Dario Fo. Collettivo Teatrale La Comune, Palazzina Liberty di Milano (1977)[11]
- Romeo e Giulietta, di William Shakespeare, regia di Marco Bernardi. Teatro Stabile di Bolzano (1980)[12]
- Carla Nicoletti, scritto e diretto da Renato Sarti. Teatro Litta di Milano (1988)[13]

## Prosa radiofonica Rai
- Una donna, un impero: Maria Teresa d'Austria, regia di Francesco Dama (1980)[14][15]
- L'odissea galattica dell'ammiraglio Fox, regia di Gianni e Alberto Buscaglia (1980)[16]
- Atti unici scritti per la radio di Samuel Beckett, regia di Klaus Aulehla (1980)[15]
- La garitta, regia di Gianni Buscaglia (1981)[16]
- L'eredità Menarini, regia di Guido Maria Compagnoni (1993)[17][18][19][20]

## Doppiaggio

### Film
- D. A. Clarke-Smith ne L'uomo che sapeva troppo (ridoppiaggio)
- Tom Berenger in Gettysburg
- John C. McGinley in Una gorilla per amica
- Bo Hopkins in Newton Boys
- Sam Waterston ne La pensione
- Tony Giorgio in Foxy Brown
- Robert Gerald Witt in The Jar
- Masakazu Handa in Zeiram
- James Doohan in Star Trek (scene aggiunte director's cut)

### Film d'animazione
- Padre di Ataru in Lamù - Only You, Lamù - Beautiful Dreamer, Lamù - Remember My Love, Lamù: the Forever, Lamù - Boy Meets Girl: Un ragazzo, una ragazza e Lamù - Sei sempre il mio tesoruccio
- Cancer ne I Cavalieri dello zodiaco - La leggenda dei guerrieri scarlatti (1º doppiaggio)
- Harvey Bullock in Batman & Mr. Freeze: SubZero
- Dr. Willow in Dragon Ball Z - Il più forte del mondo (ridoppiaggio)
- Dr. Brief in Dragon Ball Z - Il Super Saiyan della leggenda (ridoppiaggio)

### Serie televisive
- Mart Hulswit, Robert Gentry, Richard Van Vleet e Peter Simon (1ª voce) in Sentieri
- Jim Storm in The Doctors
- Al Freeman Jr. e Nicolas Coster in Una vita da vivere
- Jadrien Steele ne I Ryan
- Orlando Sacha in Un uomo due donne
- Francisco Cuoco in Magia
- Gustavo Rojo in Marcia nuziale
- Castro Gonzaga in Padroncina Flo
- Mário Gomes in  Matrimonio a rischio
- Antonio Rangel in Semplicemente Maria
- Steve Sutherland in Mayflower Madam
- Sam Waterston in La pensione
- Randy Quaid in Senza movente
- Richard Dimitri in OP Center
- Tim Choate in Testimone nel buio
- Robert Foxworth (2ª voce) in Squadra Med - Il coraggio delle donne
- Stephen Brennan in Mystic Knights: quattro cavalieri nella leggenda
- Timothy Dalton ne I racconti della cripta
- attori vari in Star Trek e Power Rangers

### Serie animate
- Harvey Bullock in Batman (1992) e Batman - Cavaliere della notte
- Zartan in G.I. Joe: A Real American Hero (serie animata)
- Cancer, Alcor, Orion (3° voce), Moses di Cetus, Dedalus ne I Cavalieri dello zodiaco
- Apocalisse e Master Mold in Insuperabili X-Men
- Batman ne I Superamici
- Burton "Buddy" Mitchell in James Bond Junior
- Tornado in He-Man
- Jefferson Whitedeer ne L'incredibile Hulk
- Ming lo spietato ne I difensori della Terra
- Ganon in Un regno incantato per Zelda
- Brandon "Big Boss" Babel in C.O.P.S. - Squadra anticrimine
- Sir Lewis Leon Paradim in Bots Master
- Prof. Jacopo Gracchi in Grog di Magog
- Nico in Magica magica Emi
- Georg Von Trapp in Cantiamo insieme
- Sig. Roccaforte in Prendi il mondo e vai
- Padre di T.J. in Curiosando nei cortili del cuore
- Dodo in Voglia di vittoria
- Shao in Gemelli nel segno del destino
- Dottore in Alpen Rose (1º doppiaggio)
- Alexander ne Il libro della giungla
- Barone Harwin in Robin Hood
- Dottore ne Le avventure di Huckleberry Finn (ridoppiaggio)
- Drake ne La coppa dei dragoni
- Generale White in Dragon Ball (ridoppiaggio)
- Nonno Son Gohan in Dragon Ball Z - Le origini del mito (ridoppiaggio)
- Padre di Bish in Dragon Ball GT
- Duca D'Emayl in Gundam Wing
- Personaggi vari in City Hunter
- Capitan Dick in Capitan Dick
- Napoleone Bonaparte in Viaggiando nel tempo
- Sig. Mitchum in Tommy la stella dei Giants
- Ottavio in Alé alé alé o-o
- Nabuchamaro in Fiabe giapponesi
- Orlando in A tutto gas
- Galt in Teknoman
- Marlowe ne La sfera del tempio orientale
- Professor A. in Gatchaman - Battaglia dei pianeti
- Padre di Ataru in Lamù (ridoppiaggio ep. 19-20 e 31-32)
- Dott. Dokrobei in Time Bokan - Le macchine del tempo
- Amm. Bogart in Super Atragon
- Lord Kashu e Gebre in Record of Lodoss War
- Millard Johnson in Macross Plus
- Takazu in Black Jack
- Ministro Kerachi in Orguss 02
- Narratore in Robotech Sentinel
- Dave Kurokawa in Cyber City Oedo 808
- Bob in I.R.I.A - Zeiram the Animation
- Pierre Acquin in Remi - Le sue avventure (ridoppiaggio)
- Gustavo in Bentornato Topo Gigio
- Ragan in Slayers - Storie di specchi, chimere e mammoni
- Personale RX2 in Danguard
- Barbas ne La leggenda di Crystania
- Geese Howard in Fatal Fury: La leggenda del lupo famelico
- Col. Roundell in Area 88
- Personaggi vari in Tartarughe Ninja alla riscossa
- Re ne Le fiabe son fantasia
- Curtis in Mad Bull 34
- Haushofen in Kujaku l'esorcista
- Herbert Zygote in Mighty Max
- Terence in Conte Dacula
- Narratore in Transformer - Chōjin Masterforce